# コルビー大学
コルビー大学 (英: Colby College) は、アメリカ合衆国メイン州ウォーターヴィル市に位置する4年制私立大学である。1813年に設置された。学生総数は約1,800名、毎年81カ国から受け入れている。アメリカ全国で12番目に古いリベラル・アーツ・カレッジである。
アメリカ合衆国東部にありトップレベルの質を有し小規模な教養中心の私立大学の集まりであるリトル・アイヴィー（Little Ivy）校の中心的な存在である。他のリトル・アイヴィー（Little Ivy）校同様、学生の多くは卒業後、ロースクール、ビジネススクール、医科大学院などの専門職大学院や、様々な分野の修士・博士課程に進学する。これらの大学の出身者には政界、財界、実業界、学究分野で活躍する著名人も多い。

## 沿革
設立当初は「メイン文学神学研究所（Maine Literary and Theological Institution）」として知られ、1821年に「ウォータービル・カレッジ（Waterville College）」と改名された。1867年、南北戦争後の財政的支援を受けて「コルビー大学（Colby University）」と改称され、1899年に現在の「コルビー大学（Colby College）」となる。
1871年、ニューイングランドの男子大学として初めて女性学生を受け入れ、1874年には最初の5人の女性学生によって全国的な女子学生クラブ「シグマ・カッパ（Sigma Kappa）」が設立された。1929年、フランクリン・W・ジョンソンが学長に就任し、キャンパスを現在のメイフラワー・ヒル（Mayflower Hill）に移転する計画を推進。その後、学長のJ・シーリー・ビクスラーの下で、キャンパスの拡張や学術プログラムの充実が進められた。1979年から2000年までの学長であったウィリアム・R・コッターの指導の下、大学の多様性の向上や国際的なプログラムの拡充が行われた。
現在、コルビー大学は約1,800人の学生が在籍し、54の専攻と30の副専攻を提供している。キャンパス内には、全米有数の大学美術館であるコルビー大学美術館（Colby College Museum of Art）や、最新の設備を備えた総面積32,500平方メートルのハロルド・アルフォンド・アスレチック・アンド・レクリエーション・センター（Harold Alfond Athletics and Recreation Center）などの施設がある。

## Campus

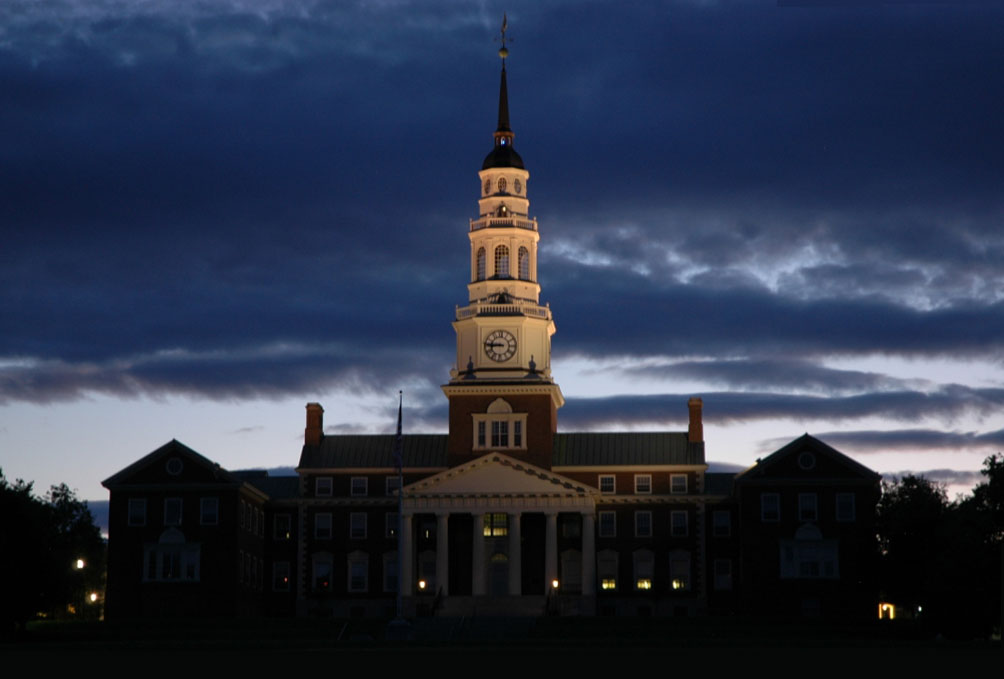
Miller Library

コルビー大学は、1813年、「Maine Literary and Theological Institution」という名前で設置され、1821年に「Waterville College」と改称された。後に、メイン州出身の実業家ガードナー・コルビーが多額の寄付をし、最終的に「Colby College」と名前を改めた。1871年にリベラルアーツカレッジでは初めて女性メリー・ローが入学し、共学となった。2013年に200周年を迎える。

## 大学ランキング
米誌ニュース・アンド・ワールド・レポートでは、アメリカの全米リベラルアーツ大学中2019年度は11位にランクされている。入学希望者のうち6.4%しか入学できないとてもハイレベルなリベラルアーツカレッジである。入学生の平均SATスコアーは1520点、ACTスコアーは34点である。入学に必要なこれらの高テストスコアは名門アイビー大学と差異はないか、もしくはそれらを上まわる(ハーバード大学入学者の平均SATスコアは1512点、ACTスコアーは34点）。

## 教育
コルビーカレッジは1，2年次に人文科学・自然科学・社会科学にわたる諸分野で学び、2年次終了までに56科目の専攻、30科目の副専攻の中から自分の希望する専攻を選択する。学生10人に対して教授1人で、講義はほとんど少人数制のため議論、プレゼンテーションが中心である。学生の34％は専攻を2科目、もしくは専攻1科目と副専攻1科目、選んでいる。また教授の98％が博士（PH.D)である。
学生の多くは卒業後、ロースクール、ビジネススクール、医科大学院など専門大学院や様々な分野の修士、博士課程に進学する。卒業生の大学院進学率は75％を超える。大学の出身者には政界、財界、実業界、学究分野で活躍する著名人も多い。

## キャンパス
メイン州ウォータービルに714エーカーの広大な敷地を有し、キャンパス内にはメイン州最大の美術館が存在する。2020年には約３万５千平米の室内運動施設が完成する。また、ウォータービル市の地区開発にも89億円を投入し、学生、職員用アパート、ベンチャー企業オフィス、等を建設し地域振興にも貢献している

## 学生生活
学生の95％が敷地内の学生寮に住んでいる。
学生の67％が在学中に海外へ留学する。
スポーツがとても盛んで、NCAA Division3に所属している。NESCAC（New England Small College Athletic Conference、ニューイングランド小規模大学体育連盟）のスポーツ・リーグ加盟校でもある。
メイン州の名門リベラルアーツカレッジBowdoin College, Bates Collegeとの対抗戦(CBB)は50年以上の歴史がある。

## 寄付金
寄付金は2018年度8.28億ドル（934億円）で、学生一人当たりは40万ドル以上である。そのため、学生向けの奨学金制度が充実している。

## 奨学金
学生の約半数が平均4万ドルの奨学金を受けている。外国人学生への奨学金も充実しているので外国人学生の比率が9％を超えている。また、親の年収が150,000ドル（約１６００万円）以下の場合は70,000ドルの学費を最大15,000ドル程度に減額する制度も２０１９年入学者より開始された。

## 学生新聞
1877年からColby Echoという学生新聞を毎週発行している。
学内にはWMHB89.7 FMというラジオ局があり付近地域およびインターネットで毎日学生のDJで放送をしている。

## 著名な出身者
- ロト・モリル (第28代メイン州知事・第31代財務長官)
- ショーン・マコーマック (外交官)
- E・アニー・プルー (作家)
- ロバート・B・パーカー (作家)
- セシリー・フォン・ジーゲザー (作家)
- メルヴィン・ギラード (格闘家)
- ベンジャミン・フランクリン・バトラー(政治家)
- エドワード・ガーニー(政治家)
- ステファン・スターンバーグ(作家）
- エリック・ローゼングレン(ボストン連邦準備銀行総裁)
- アラン・テイラー(学者・ピュリッツァー賞受賞者)[16]
- ピート・ラウス(行政）
- マーストン・モウゼ(数学家)
- ロバート・ダイアモンド(金融)
- テッド・スナイダー(経済学者)
- ダン・ハリス(ジャーナリスト)
- マーティン・アンダーソン(ロチェスター大学初代学長)
- ハリス・プライステッド(政治家)
- ハナ・ビーチ((ジャーナリスト)
- デビン・ビリバウ(政治家)
- デイビッド・ブロムリー(社会学者）
- アンドリュー・ライス(政治家）
- デイビッド・ロデリック(文学者）
- ロッコ・ランズマン(ブロードウェイプロデューサー）
- チャールス・ネルソン(政治家)
- ドリス・ケアンズ・グッドウイン(歴史家・ピュリッツァー賞受賞者）
- チャールス・ブランチ・ウイルソン(海洋生物学者)
- 千葉勇五郎(バプテスト派の牧師)